# Ebbsfleet United Football Club
El Ebbsfleet United Football Club es un club de fútbol inglés de la ciudad de Northfleet. Fue fundado en 1946 y juega en la Conference South.
Hasta mayo del 2007 se llamaba Gravesend & Northfleet.
Desde el 2008, el equipo es propiedad de MyFootballClub, donde sus miembros votan sobre los traspasos de jugadores y otras decisiones referentes al equipo, sobre todo en decisiones que le corresponden al cuerpo técnico.

## Historia

### Origen
Fue fundado en el año 1946 al terminar la Segunda Guerra Mundial tras la fusión de los equipos Gravesend United (fundado en 1893) y Northfleet United (fundado en 1890) para crear al Gravesend & Northfleet F.C.. Y utilizarían los colores y el estadio del Northfleet United.
Es uno de los equipos fundadores de la Conference National en 1979, aunque ya ha descendido de la misma en varias ocasiones, la última en la temporada 2012/13.

### Nuevos Dueños
KEH Sports Ltd, un grupo de inversores de Kuwait, supervisores del anterior jefe ejecutivo del Charlton Athletic, tomaron control del equipo en mayo de 2013, cancelando las deudas (el 10% de su valor), prometiendo invertir en el equipo y en facilidades para entrenamiento.

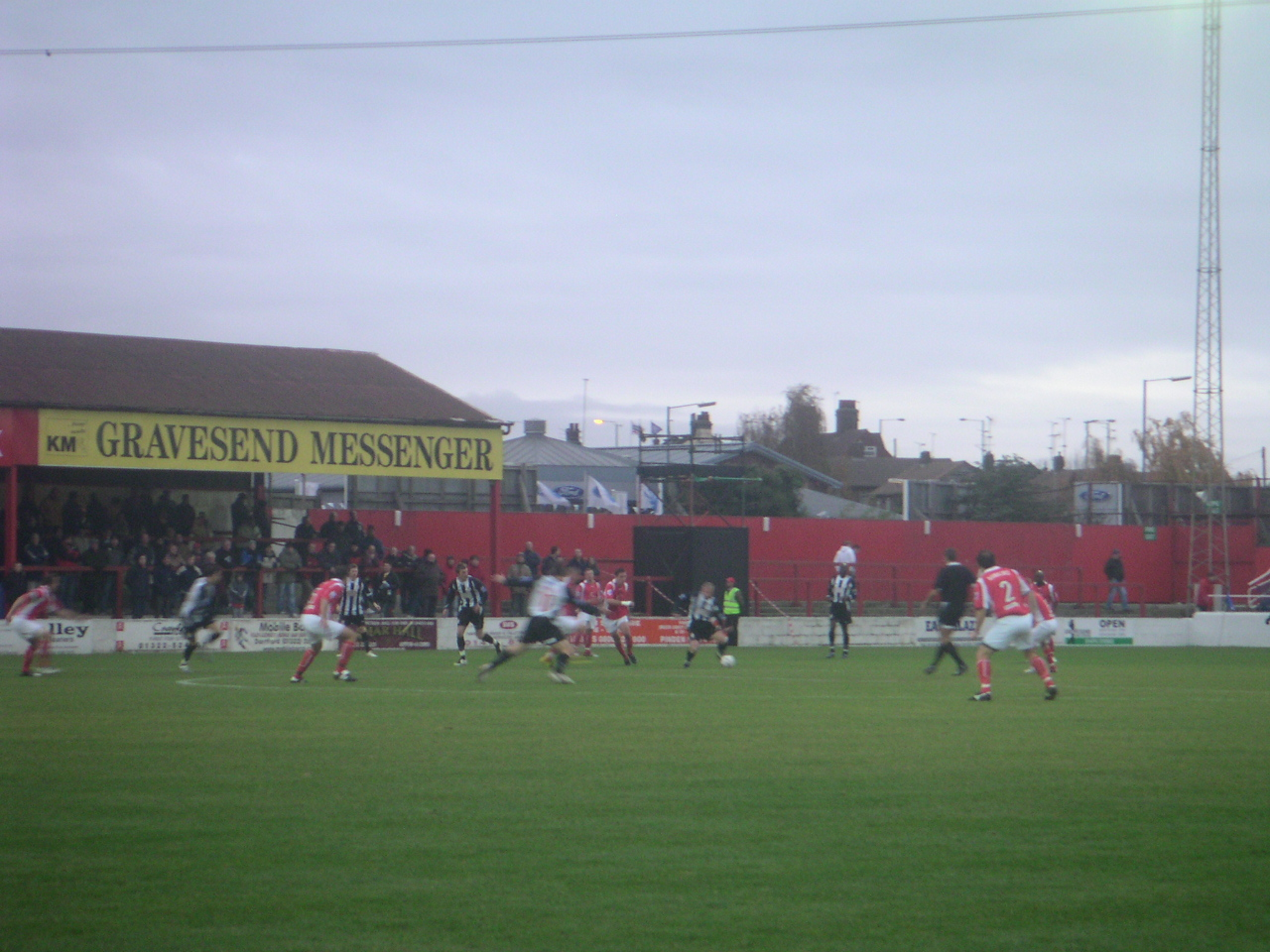
Ebbsfleet United v. Stafford Rangers en el Stonebridge Road, noviembre de 2007

## Palmarés
- Southern League: 1

1957–58

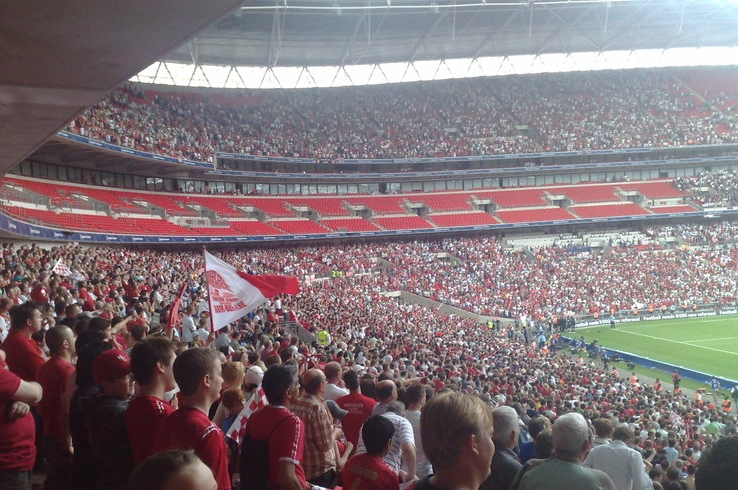
Final del FA Trophy en mayo de 2008

- Southern League Division One South: 1

1974–75
- Southern League Southern Division: 1

1993–94
- Isthmian League Premier Division: 1

2001–02
- Conference South: 1

2022-23
- - Ganador del Playoff: 1

2010–11
- Southern League Cup: 1

1977–78
- FA Trophy: 1

2007–08
- Kent Senior Cup: 7

1948–49, 1952–53, 1980–81, 1999–2000, 2000–01, 2001–02, 2007–08
- Kent Floodlight Cup: 1

1969–70